# Ан-148

Чертёж Ан-148

Ан-148 — украинский региональный среднемагистральный узкофюзеляжный пассажирский самолёт.
Самолёт разработан на АНТК им. О. К. Антонова. Рассчитан на перевозку до 83 пассажиров на расстояние до 4400 километров.
Производился на российском заводе «ВАСО» и украинском заводе «Антонов».

## История
В начале 1990-х годов стала очевидной необходимость создания самолёта, способного перевозить на протяжённых маршрутах сравнительно небольшое число пассажиров. Исследования рынка подтвердили предположение, что нужен самолёт с вместимостью, которую обеспечивал Ту-134, но с увеличенной дальностью полёта. Причём новый самолёт должен быть более лёгким. К тому же Ту-134 уже настоятельно требовал замены из-за несоответствия современным нормам по шуму на местности и вредным выбросам.
В поисках схемы нового самолёта на 70—80 пассажиров рассматривались возможности развития турбовинтового Ан-140 путём удлинения фюзеляжа, совершенствования крыла и установки более мощных двигателей. Анализировался вариант установки реактивных двигателей при удлинении фюзеляжа Ан-140. Реактивные машины более комфортны для пассажиров, выше скорость, ниже шум и вибрация. При выборе между экономичностью турбовинтового варианта и комфортностью реактивного предпочтение было отдано второму. Кроме Ан-140, в качестве базы для нового самолёта рассматривался и Ан-74ТК-300. Однако тщательные технико-экономические расчёты заставили принять иное решение.
С 18 июля 2001 года началось проектирование самолёта, получившего обозначение Ан-148, под руководством Петра Балабуева. По сравнению с Ан-74, у нового самолёта — более длинный фюзеляж с большим диаметром, крыло другой конструктивной схемы, новые двигатели Д-436-148.
В процесс проектирования Ан-148 была заложена идеология создания семейства. Базовая модель Ан-148-100 с длиной фюзеляжа 29,13 метра рассчитывалась на перевозку до 80 пассажиров, а модель Ан-148-200 с длиной фюзеляжа 34,36 метра — до 100 пассажиров. Кроме того, было предусмотрено создание Ан-148T — транспортной версии, грузоподъёмностью 15-20 тонн с боковой грузовой дверью и с задним люком-рампой, а также самолётов грузопассажирского и специального назначения.
Были проведены консультации с авиакомпаниями постсоветских стран. Тщательно прорабатывались все их пожелания. Многообразие требований авиакомпаний побудило к проработке нескольких вариантов базовой модели Ан-148-100. Первый вариант, Ан-148-100A, учитывал интересы российской авиакомпании «Аэрофлот» — эта облегчённая машина со взлётным весом 37 тонн была рассчитана на дальность до 3000 км. Следующий вариант, Ан-148-100В, был ориентирован на интересы украинской авиакомпании АэроСвит, санкт-петербургской «Пулково» и красноярской КрасЭйр. Взлётный вес — 40 тонн, дальность — до 4000 км. Третий вариант, Ан-148-100E (43 тонны), предназначался для дальности до 5100 км. Ан-148 был спроектирован полностью с помощью компьютерных (цифровых) технологий.
Традиционно, одновременно с принятием решения о разработке нового самолёта, надо было определиться с заводом для его серийного выпуска. Вначале рассматривалась возможность производства Ан-148 на Улан-Удэнском заводе, был подготовлен протокол о намерениях, но позже от этого решения отказались. По новому плану производство предусматривалось в Киеве и в Воронеже, где в своё время выпускались Ан-10 и Ан-12.
17 декабря 2004 года Ан-148 совершил первый свой полёт.
При разработке самолёта были использованы узлы и агрегаты производства 214 фирм из пятнадцати стран мира, включая Россию, США, Францию и др..
26 февраля 2007 года Ан-148 получил сертификаты Авиационного регистра МАК и Государственной Авиационной Администрации Украины. Сертификат типа — № СТ264-Ан-148. За последующие годы разработчиком был получен ряд дополнений к сертификату типа, расширяющих возможности использования воздушного судна и вводящих его новые модификации:
- дополнение к сертификату типа № СТ264-Ан-148/Д01 от 24.07.2009 г. (Обеспечение полётов в системе P-RNAV);
- дополнение к сертификату типа № СТ264-Ан-148/Д02 от 18.08.2009 г. (Установка нового бортового оборудования ALT-4000, RDR-4B, CAS-100 и EGPWS MARK V);
- дополнение к сертификату типа № СТ264-АН-148/Д03 от 30.12.2009 г. (Расширение условий эксплуатации в части допуска к эксплуатации на грунтовых аэродромах);
- дополнение к сертификату типа № СТ264-Ан-148/Д04 от 01.04.2010 г. (Обеспечение минимума посадки по IIIА категории ИКАО);
- дополнение к сертификату типа № СТ264-Ан-148/Д05 от 22.02.2011 г. (Самолёт Ан-158);
- дополнение к сертификату типа № СТ264-Ан-148/Д06 от 22.02.2011 г. (Самолёт Ан-148-100 и его модификации в англоязычном исполнении);
- дополнение к сертификату типа № СТ264-Ан-148/Д07 от 27.06.2011 г. (Увеличение высоты аэродрома базирования);
- дополнение к сертификату типа № СТ264-Ан-148/Д09 от 28.12.2012 г. (Самолёт Ан-148-100ЕА);
- дополнение к сертификату типа № СТ264-Ан-148/Д10 от 28.03.2013 г. (Самолёт Ан-148-100ЕМ);
- дополнение к сертификату типа № СТ264-Ан-148/Д11 от 09.04.2013 г. (Увеличение максимального посадочного веса самолёта Ан-158 до 38800 кг);
- дополнение к сертификату типа № СТ264-Ан-148/Д12 от 09.04.2013 г. (Выполнение взлёта на режиме работы двигателей меньше взлётного (на режиме МП);
- дополнение к сертификату типа № СТ264-Ан-148/Д13 от 15.11.2013 г. (Самолёт Ан-148-200).

В 2007 году в Одессе были проведены наземные испытания Ан-148 по взлёту и посадке на грунтовую ВПП, подтвердившие возможность эксплуатации самолёта на неподготовленных грунтовых аэродромах.
В 2012 году производитель оценивал рыночную потребность в Ан-148 и его удлинённой версии Ан-158 на период до 2026 года в более чем пятьсот самолётов. Пик производства пришёлся на 2013 год, когда было выпущено девять самолётов.
В 2015 году президент Украины Петр Порошенко заявил, что выбирает Ан-148 в качестве своего президентского самолёта. Первый полёт на Ан-148 Порошенко совершил 24 января 2015 года, во время своего визита в Саудовскую Аравию.
20 марта 2018 года Ространснадзор предписал приостановить полёты на самолётах Ан-148 и их использование всем российским авиакомпаниям, которые их эксплуатировали.

### Тренажёры
19 декабря 2011 года в учебном центре S7 Training, расположенном в с. Битягово (рядом с аэропортом Домодедово), запущен в эксплуатацию комплекс тренажёров для лётной подготовки экипажей Ан-148. В состав комплекса входят комплексный тренажёр Ан-148 для имитации полёта, процедурный (с имитацией приборной панели) и аварийно-спасательный (для подготовки экипажей). Стоимость всего учебно-тренировочного центра превышает шестьсот миллионов рублей. На текущий момент, КТС Ан-148 разобран и вывезен.
Ещё один КТС Ан-148 был смонтирован в УТЦ СПбГУГА им. Главного маршала Авиации Новикова.
КТС Ан-148 разработан и построен ЗАО «Транзас» по заказу лизинговой компании «Ильюшин Финанс Ко.».
На заводе Антонова функционирует центр по подготовке лётного персонала Ан-148. Там находятся два тренажёра — один статический и один динамический класса D.

## Конструкция

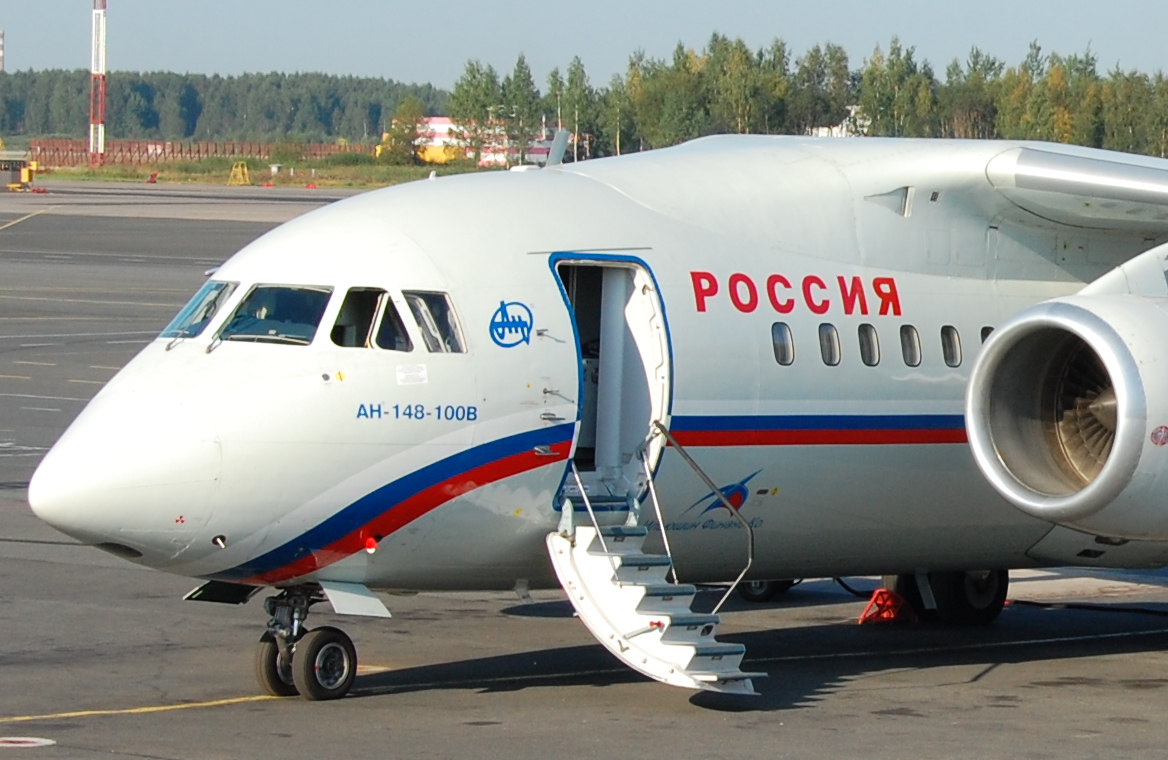
Дверь-трап

Двухмоторный турбореактивный самолёт, построенный по аэродинамической схеме свободнонесущего высокоплана с крылом умеренной стреловидности и однокилевым Т-образным оперением. Фюзеляж цельнометаллический, типа полумонокок круглого сечения. Шасси убирающееся трёхопорное, с носовой стойкой.
Система управления — электродистанционная с механическим резервом разработки МИЭА, в отличие от смешанной бустерно-ручной системы управления Ан-74. Система состоит из двух подсистем ЭДСУ-А и ЭДСУ-Б, каждая из которых имеет два канала.

Рулевые поверхности самолёта:
- пара элеронов на концевых частях крыла, левый и правый, отклоняемые рулевыми агрегатами РА;
- две пары (№ 1 и № 2) тормозных интерцепторов у центроплана, отклоняемые гидроцилиндрами ГЦ только на полный угол;
- три пары (№ 3, № 4 и № 5) элерон-интерцепторов, расположенные между тормозными интерцепторами и элеронами и отклоняемые автономными рулевыми машинами АРМ;
- цельный руль направления (в отличие от двухзвенного у Ан-74), отклоняемый двумя рулевыми приводами РП и одним автономным рулевым приводом АРП резервного механического контура управления РМКУ;
- две секции руля высоты, левая и правая, каждая отклоняется двумя РА и одним АРП РМКУ.

РА элеронов и РВ, РП РН и ГЦ интерцепторов питаются от самолётных гидросистем ГС1 и ГС2, АРМ и АРП имеют в своём составе электрический насос. Оба элерона и обе половины РВ имеют по два РА, один из которых питается от ГС1, второй — от ГС2, ГЦ 1-х интерцепторов питаются от ГС2, 2-х интерцепторов — от ГС1.
Резервное управление по крену (резервный контур управления интерцепторами, РКУИ) — через концевые выключатели, стоящие под левым штурвальным постом, при отклонении штурвалов на 10° АРМ 5-го интерцептора срабатывает на полный выпуск, при полном отклонении штурвала выпустится также 4-й интерцептор. Например, при полном отклонении штурвалов вправо выпустятся 4-й и 5-й правые интерцепторы. Резервное управление рулями идёт через тросовую проводку и АРП, то есть отличается от бустерного управления Ан-74 лишь тем, что усилия на руле направления не триммируются, а усилия на руле высоты триммируются в проводке управления (без перемещения штурвальных колонок).
На самолёт устанавливается современное пилотажно-навигационное (ВСС-100, САУ-148, ППКР-СВС, НПИ и АГБ-96К) и радиосвязное оборудование, соответствующее действующим международным нормам ICAO; полётная информация выводится на пять многофункциональных ЖК-индикаторов. Комплекс радиоэлектронного оборудования предусматривает возможность посадки машины в сложных метеорологических и ночных условиях по категории IIIA ICAO.
Компоновка

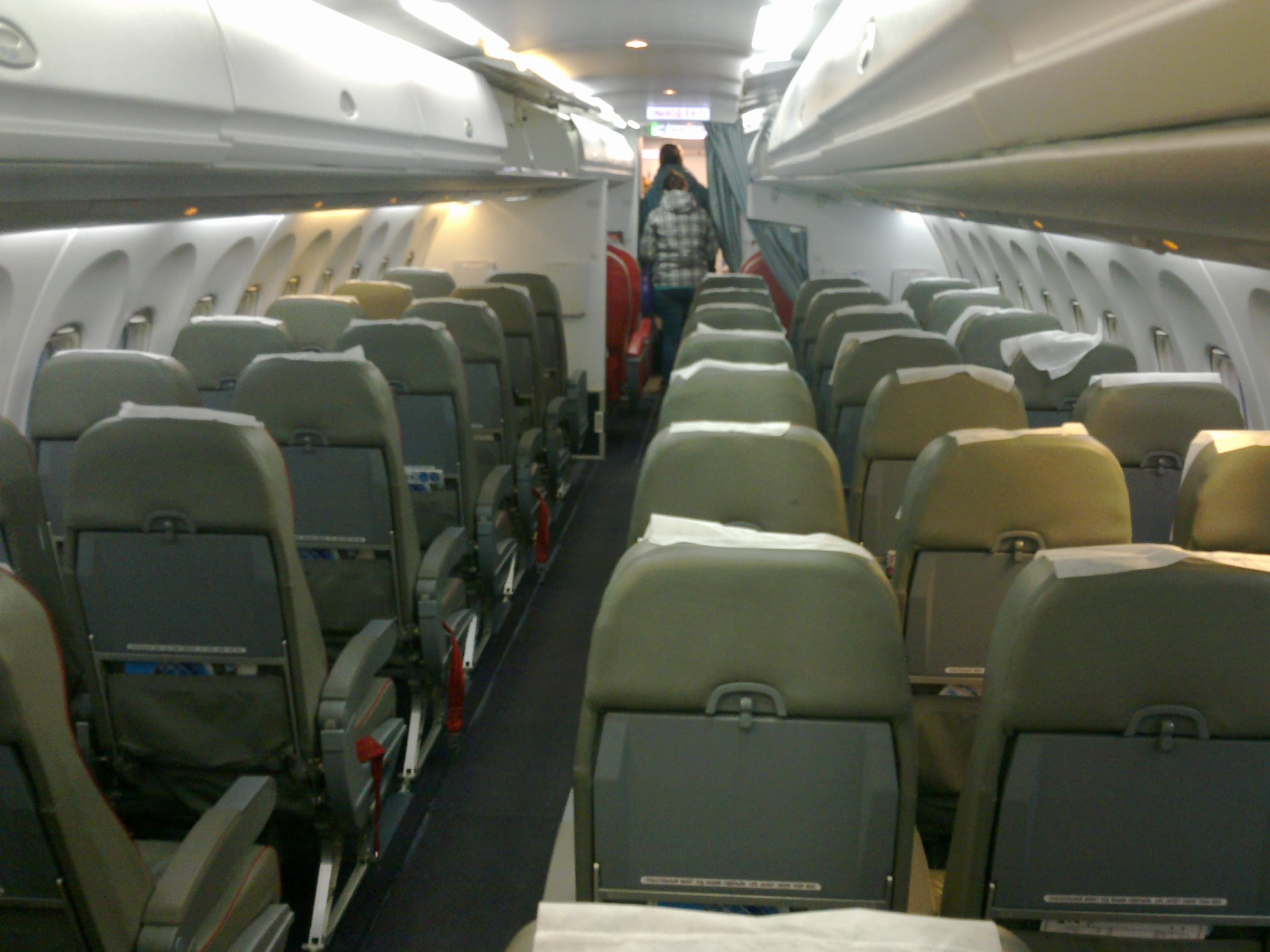
Салон Ан-148

На Ан-148 может быть реализовано несколько вариантов компоновки салона
Два класса эконом и бизнес. Может перевозить от 68 до 80 пассажиров. 8 кресел в бизнес-классе (шаг кресел 889 мм или 35 дюймов) и 60 в экономическом (шаг кресел 812,8 мм или 32 дюйма). 2 кухни и 2 туалета.
- Двухклассная на 73 места. 8 кресел в бизнес-классе (шаг кресел 863,6 мм или 34 дюйма) и 65 в экономическом (шаг кресел 787,4 мм или 31 дюйм). 2 кухни и 2 туалета. Компоновка АК «Air Koryo».
- Одноклассная на 75 мест (шаг кресел 812,8 мм или 32 дюйма). 2 кухни и 2 туалета. Компоновка АК «Ангара».
- Одноклассная на 80 мест (шаг кресел 762 мм или 30 дюймов). 2 кухни и 2 туалета.
- Одноклассная на 83 места (шаг кресел 762 мм или 30 дюймов). 2 кухни и 2 туалета. Вместо переднего гардероба установлено 3 кресла экономического класса.
- Одноклассная на 85 мест (шаг кресел 762 мм или 30 дюймов). 2 кухни и 1 туалет.
- Одноклассная на 89 мест (шаг кресел 762 мм или 30 дюймов) — только Ан-148-200. 2 кухни и 1 туалет. Последний ряд экономического класса имеет компоновку 2+2 (вместо хвостового багажного отсека).

Расположение кресел в одноклассной компоновке — 2+3, в двухклассной — 2+2 в бизнес-классе и 2+3 в экономическом.
Высота пассажирского салона в центральном проходе равна двум метрам. Над креслами расположены багажные полки для ручной клади. Под пассажирским салоном находятся два отсека для багажа. Также имеется багажный отсек в хвостовой части (кроме модификации Ан-148-200).
Предусмотрено переоборудование пассажирского салона самолёта в вариант «летающий госпиталь», оснащённый медицинским оборудованием и рассчитанный на перевозку до шести лежачих больных на расстояние до 7000 км.

## Двигатель

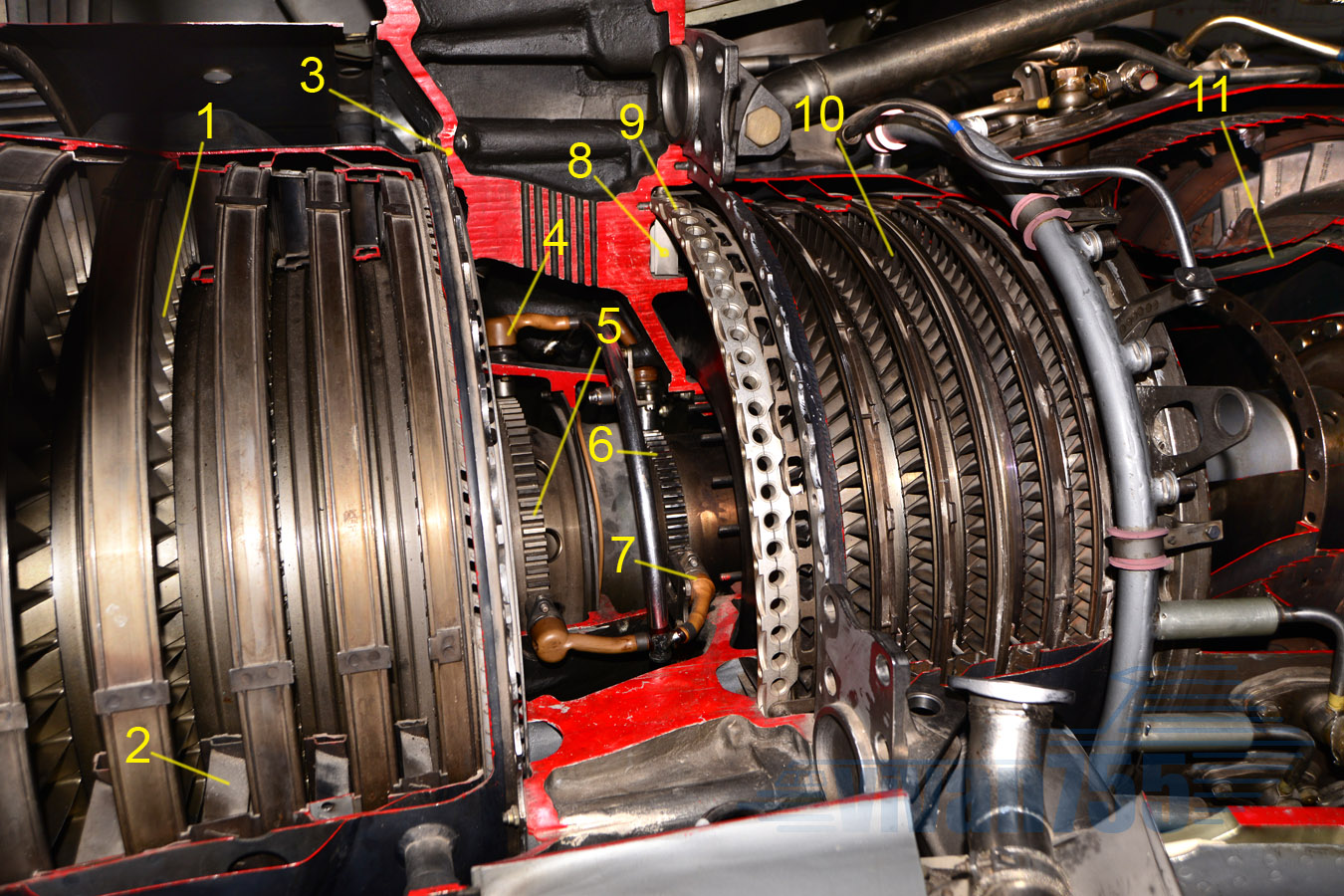
Разрезанный двигатель Д-36, на основе которого создан Д-436, Самарский университет

Самолёт оснащается двумя двухконтурными турбореактивными двигателями Д-436-148 разработки ЗМКБ «Прогресс», производства ОАО «Мотор Сич» совместно с ФГУП «НПЦ газотурбостроения „Салют“». На каждом двигателе установлены привод-генератор переменного тока ГП21 мощностью 30 кВА и насос самолётной гидросистемы.
АНТК имени О. К. Антонова дополнительно прорабатывает варианты установки на самолёт двигателей General Electric CF34, Rolls-Royce BR700 и SaM146.
В качестве вспомогательной силовой установки используется АИ-450-МС с генератором переменного тока французского производства 30030-140 мощностью 40 кВА (аналогичные установлены на основных двигателях ТВ3-117ВМА-СБМ1 самолёта Ан-140).

## Модификации
| Тип                                    | Описание                                                                                                  |
| Модификации семейства самолётов Ан-148 | Модификации семейства самолётов Ан-148                                                                    |
| -------------------------------------- | --- |
| Ан-148-100А                            | Вариант самолёта малой дальности, рассчитанный на перевозку 70-85 пассажиров на дальность полёта 2100 км. |
| Ан-148-100B                            | Базовая модель, рассчитанная на перевозку 70-85 пассажиров. Дальность полёта до 3500 км.                  |
| Ан-148-100Е                            | Вариант самолёта с пассажировместимостью 70-85 человек, с дальностью полёта до 4400 км.                   |
| Ан-148-100ЕА                           | Вариант самолёта с ВИП-салоном (трёхклассная компоновка).                                                 |
| Ан-148-100ЕМ                           | Вариант самолёта «летающий госпиталь» для нужд МЧС России.                                                |
| Ан-148-200                             | Вариант самолёта с унифицированной с Ан-158 секцией Ф-3, рассчитанный на перевозку до 89 пассажиров.      |
| Ан-148C                                | Вариант самолёта с грузовым боковым люком.                                                                |
| Ан-158                                 | Вариант самолёта с удлинённым фюзеляжем на 99 человек и дальностью полёта 2500 км.                        |
| Ан-168                                 | Вариант самолёта деловой авиации и с дальностью полёта 7000 км.                                           |
| Ан-168МП                               | Вариант самолёта патрульной авиации.                                                                      |
| Ан-178                                 | Вариант транспортного самолёта на базе Ан-158.                                                            |

## Лётно-технические характеристики
Источники данных: ОАК; Корпорация «Иркут»
|                                               | Модификации самолёта Ан-148     |                                 |                                 |                  |
|                                               | АН-148-100А                     | АН-148-100В                     | АН-148-100Е                     | Ан-148С          |
| Экипаж, чел.                                  | 2 пилота + 2 (3) бортпроводника | 2 пилота + 2 (3) бортпроводника | 2 пилота + 2 (3) бортпроводника | 2 пилота         |
| Пассажировместимость, чел.                    | 80                              | 80                              | 80                              |                  |
| Длина, м                                      | 29,13                           | 29,13                           | 29,13                           | 29,13            |
| Высота, м                                     | 8,19                            | 8,19                            | 8,19                            | 8,19             |
| Размах крыла, м                               | 28,91                           | 28,91                           | 28,91                           | 28,91            |
| Площадь крыла, м2                             | 87,32                           | 87,32                           | 87,32                           | 87,32            |
| Диаметр фюзеляжа, м                           | 3,50                            | 3,50                            | 3,50                            | 3,50             |
| Ширина салона, м                              | 3,13                            | 3,13                            | 3,13                            | 3,13             |
| Высота салона, м                              | 2,00                            | 2,00                            | 2,00                            | 2,00             |
| Максимальная взлётная масса, кг               | 38550                           | 41550                           | 43700                           | 43700            |
| Масса пустого, кг                             |                                 |                                 |                                 |                  |
| Максимальный запас топлива, кг                | 12050                           | 12050                           | 12050                           | 11700            |
| Грузоподъёмность, кг                          | 9680                            | 9680                            | 9680                            | 10100            |
| Количество и тип двигателей                   | 2хТРДД Д-436-148                | 2хТРДД Д-436-148                | 2хТРДД Д-436-148                | 2хТРДД Д-436-148 |
| Тяга взлётного режима, кгс                    | 6830                            | 6830                            | 6830                            | 6830             |
| Тип ВСУ                                       | АИ-450-МС                       | АИ-450-МС                       | АИ-450-МС                       | АИ-450-МС        |
| Крейсерская скорость, км/ч                    | 800—870                         | 800—870                         | 800—870                         | 800—870          |
| Практическая дальность (с 75 пассажирами), км | 2100                            | 3500                            | 4400                            |                  |
| Практический потолок, м                       | 12200                           | 12200                           | 12200                           | 12200            |
| Среднечасовой расход топлива, кг/ч            | 1550                            | 1600                            | 1650                            |                  |
| Требуемая длина ВПП, м                        | 1560                            | 1800                            | 1885                            |                  |
| Эксплуатационные температуры (на земле), °C   | −55 …+ 45                       | −55 …+ 45                       | −55 …+ 45                       | −55 …+ 45        |
| Класс аэродрома                               | «В»                             | «В»                             | «В»                             | «В»              |
| Календарный срок службы, лет                  | 30                              | 30                              | 30                              | 30               |
| Количество полётов                            | 60000                           | 40000                           | 30000                           |                  |
| Количество лётных часов                       | 80000                           | 80000                           | 80000                           | 80000            |

## Производство
Производство Ан-148 было развёрнуто на мощностях киевского авиазавода «Авиант» на Украине и Воронежского самолётостроительного общества (ВАСО) в России.
Россия
Строительство серийных Ан-148 в Воронеже началось по украинской лицензии. Первый самолёт воронежской постройки, получивший регистрационный номер RA-61701, совершил свой первый полёт, продолжительностью 41 минуту, 19 июля 2009 года. После окончания цикла приёмо-сдаточных испытаний самолёт 1 октября 2009 года был передан заказчику. Сообщалось, что «Ильюшин Финанс Ко.» («ИФК») сформировала портфель заказов на 110 самолётов Ан-148 различных модификаций, включая 56 твёрдых договоров и 54 опциона. Также «ИФК» заключило твёрдый договор на приобретение у «ВАСО» 34 Ан-148 различных модификаций.
После отказа «Аэрофлота» от покупки дополнительных девяти пассажирских самолётов Ан-148 для дочерней авиакомпании «Россия» среди заказчиков осталась только коммерческая авиакомпания «Ангара», а также подразделения МЧС и Управление делами президента. По заявлению генерального директора ВАСО Дмитрия Пришвина газете «Аргументы недели», по состоянию на август 2016 года завод вёл переговоры с Анголой и Казахстаном о приобретении Ан-148. Кроме этого, Дмитрий Пришвин сообщил в сентябре 2016 года, что велись переговоры об поставках на Кубу. 22 февраля 2017 года представители Министерства обороны РФ сообщили, что планируется закупка Ан-148 для замены Ту-134. 6 июня 2017 года начальник авиации войск национальной гвардии Российской Федерации генерал-лейтенант Александр Афиногентов сообщил, что «Военно-промышленной комиссией Российской Федерации одобрены контрольные цифры для планирования государственной программы вооружений на 2018—2025 годы, в том числе по вопросам закупки новой авиационной техники». Предлагается закупить самолёты … Ан-148 …. По состоянию на июнь 2017 года в Воронеже заканчивалась сборка двух последних Ан-148, после чего производство предполагалось прекратить, несмотря на то, что ранее поставлявшиеся Украиной, но попавшие под эмбарго комплектующие удалось заместить деталями российского производства. На следующий же день ВАСО опровергло сообщения СМИ о планах прекратить выпуск самолёта: «Будет ли продолжен выпуск Ан-148, зависит от того, будут ли на самолёт данного типа заказчики или нет», — пояснил производитель.
По состоянию на ноябрь 2018 года на предприятии оставалось как минимум два самолёта на финальной стадии готовности в ожидании поставок украинских комплектующих. По сообщению в финансовом отчёте ВАСО за III квартал 2018 года, программа по производству и реализации самолётов Ан-148 будет закрыта. Кроме того, предприятие указало, что себестоимость производства Ан-148 за январь-сентябрь 2018 года составила 1,4 млрд рублей, превысив выручку от их продаж на 23 %.
Украина
На Украине произведено три прототипа Ан-148 на «АНТК»; в рамках мелкосерийного производства на киевском авиазаводе «Авиант» произведено не менее четырёх бортов Ан-148, последний из них — для государственного северокорейского перевозчика Air Koryo в январе 2015 года.

## Заказчики
| Заключённые соглашения о поставках        | Заключённые соглашения о поставках | Заключённые соглашения о поставках | Заключённые соглашения о поставках                          | Заключённые соглашения о поставках | Заключённые соглашения о поставках |
| Покупатель                                | Тип                                | Заказано                           | Примечание                                                  | Поставлено                         | Салон*                             |
| ----------------------------------------- | ---------------------------------- | ---------------------------------- | ----------------------------------------------------------- | ---------------------------------- | ---------------------------------- |
| МАУ                                       | Ан-148-100В                        | 3                                  | лизинг                                                      | 3                                  | 8Б/60Эк                            |
| Россия                                    | Ан-148-100В                        | 6                                  | лизинг                                                      | 6                                  | 8Б/60Эк                            |
| Air Koryo                                 | Ан-148-100В                        | 2                                  | лизинг                                                      | 2                                  | 8Б/65Эк                            |
| Ангара                                    | Ан-148-100Е                        | 5                                  | лизинг                                                      | 5                                  | 75Эк                               |
| Полёт                                     | Ан-148-100Е                        | 2                                  | лизинг                                                      | 2                                  | 8Б/60Эк                            |
| Министерство обороны Российской Федерации | Ан-148-100Е                        | 15                                 | покупка                                                     | 15                                 | 75Эк                               |
| ФСБ России                                | Ан-148-100ЕА                       | 4                                  | покупка                                                     | 3                                  | 2VIP/8Б/25Эк                       |
| СЛО «Россия»                              | Ан-148-100ЕА                       | 6                                  | покупка                                                     | 6                                  | 2VIP/12Б/25Эк                      |
| Министерство обороны Украины              | Ан-148-100ЕА                       | 2                                  | покупка                                                     | 0                                  | 2VIP/12Б/25Эк                      |
| Cubana                                    | Ан-148-100ЕА                       | 1                                  | лизинг                                                      | 0                                  | 2VIP/12Б/25Эк                      |
| МЧС России                                | Ан-148-100ЕМ                       | 2                                  | покупка                                                     | 2                                  | 2VIP/8Б/6 мед. модулей             |
| Syrian Arab Airlines                      | Ан-148                             | 10                                 | Контракт одобрен правительством Сирии (поставка заморожена) | 0                                  | компоновка неизвестна              |
| Итого                                     | Итого                              | 58                                 |                                                             | 44                                 |                                    |

*На момент поставки заказчику

## Эксплуатация

### История

#### Россия
Первым российским коммерческим эксплуатантом Ан-148 стала авиакомпания «Россия». 21 декабря 2009 года Ан-148 компании «Россия» выполнил первый коммерческий рейс. Проанализировав эксплуатацию своих Ан-148 в июне-августе 2010 года, авиакомпания «Россия» пришла к заключению, что «эксплуатационная надёжность самолёта Ан-148 не соответствует ранее заявленной и не может обеспечивать достаточный уровень безопасности и регулярности полетов». Было отмечено, что «налёт на инцидент на самолётах ГТК „Россия“ составил на Ан-148 — 344 часа, семейство Airbus — 5,335 тысячи часов, Boeing 737 — 2,824 тысячи часов». В апреле 2015 года компания «Россия» объявила о прекращении эксплуатации Ан-148, мотивировав этот шаг неэффективностью данного самолёта. «Эффективность Ан-148 по совокупности параметров, включая цену на кресло-километр, ниже, чем у других типов лайнеров в парке компании», — пояснил представитель компании «Россия».

#### Украина
2 июня 2009 года первый регулярный рейс выполнил Ан-148 авиакомпании «Аэросвит». В 2011 году авиакомпания прекратила полёты на Ан-148. Объясняя причину, по которой «Аэросвит» отказался от Ан-148, и. о. гендиректора Георгий Гуртовой заявил, что эксплуатация Ан-148 неэффективна, у компании были «большие проблемы с эксплуатацией этого самолета».
В 2011 году самолёты Ан-148 начала эксплуатировать авиакомпания «Международные авиалинии Украины» (МАУ). В общей сложности «МАУ» использовала три Ан-148. В 2013 году авиакомпания прекратила полёты на этих самолётах.
30 октября 2021 года состоялся первый рейс Ан-148 авиакомпании Air Ocean Airlines. 15 января 2022 года авиакомпания объявила об отмене всех рейсов.

### Текущие эксплуатанты

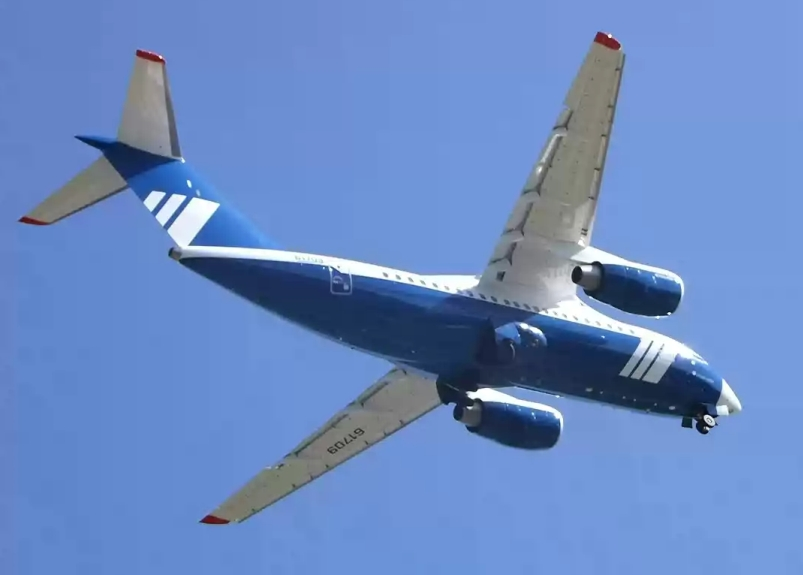
Ан-148 авиакомпании «Полёт»

По состоянию на 2021 год, эксплуатируется 29 самолётов:
- КНДР:
  - Air Koryo — 2
- Украина:
  - ГАП «Украина» — 1
- Россия
  - СЛО «Россия» — 6
  - МЧС России — 2
  - ВВС России — 15 по состоянию на 2024 год[65]
  - ФСБ России — 3

### Бывшие эксплуатанты
- Украина:
  - Авиалинии Антонова — 1 (на хранении)
  - АэроСвит — 2[66]
  - Международные авиалинии Украины — 3[67]
  - Air Ocean Airlines — 2[68]
- Россия:
  - АК «Полёт» — 2
  - АК «Россия» — 6
  - Саратовские авиалинии — 6[69]
  - АК «Ангара» — 5[70]

## Катастрофы и инциденты
| Дата       | Бортовой номер | Место происшествия                       | Жертвы/на борту | Краткое описание |
| ---------- | -------------- | ---------------------------------------- | --------------- | --- |
| 04.06.2010 | RA-61701       | близ Санкт-Петербурга                    | 0/н.д.          | Серьёзный инцидент, связанный с нештатным функционированием системы управления самолётом. Короткое замыкание в цепи ЭДСУ вызвало отказ одного из каналов управления, что привело к пикированию самолёта с углом 26° и правым креном 56°. Благодаря действиям пилотов и переводу управления в штурвальный режим самолёт восстановил управляемость и благополучно приземлился в аэропорту «Пулково». |
| 05.03.2011 | RA-61708       | Белгородская область                     | 6/6             | Потерпел катастрофу во время учебно-тренировочного полёта перед передачей заказчику. При отработке экстренного снижения экипаж превысил максимально допустимую скорость на 110 км/ч из-за отказа датчика воздушной скорости, несвоевременных и недостаточных действий лётчиков, что привело к флаттеру и разрушению самолёта.. |
| 26.02.2012 | RA-61701       | Берлин (Шёнефельд)                       | 0/н.д.          | Во время взлёта колесо отделилось от шасси во время отрыва от ВПП. |
| 10.09.2017 | Флаг России    | близ Кирова                              | 0/76            | Через 10 минут после вылета из аэропорта Победилово (Киров), отказал правый двигатель из-за падения давления масла. В 6:15 воздушное судно совершило посадку в аэропорту Саратов. |
| 01.10.2017 | Флаг России    | Талакан                                  | 0/н.д.          | Во время взлёта загорелся правый двигатель (двигатель № 2). Совершил вынужденную посадку в пункте вылета. |
| 11.02.2018 | RA-61704       | Раменский район, возле села Степановское | 71/71           | Ан-148, выполнявший рейс 6W703 из Москвы в Орск, потерпел катастрофу в Раменском районе Московской области. На борту самолёта находилось 65 пассажиров и 6 членов экипажа. Причиной катастрофы стала ошибка экипажа — не включение обогрева приёмников полного давления в условиях обледенения, приведшее к их закупориванию льдом и заниженным показаниям скорости. Недостоверные показания скорости не были распознаны экипажем и привели к переводу самолёта в крутое пикирование у земли с целью увеличения скорости. |

## Фотографии

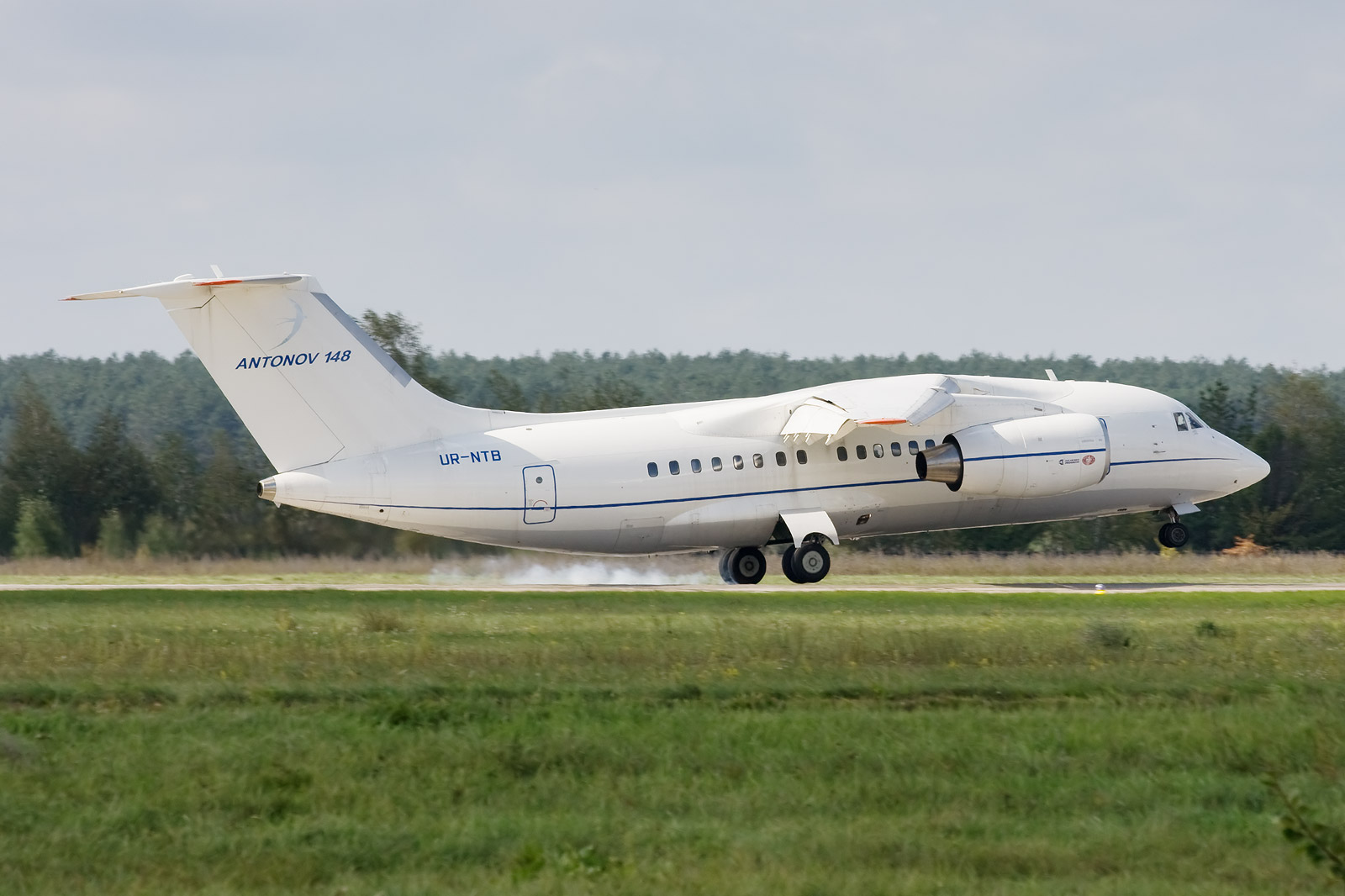
Ан-148 садится
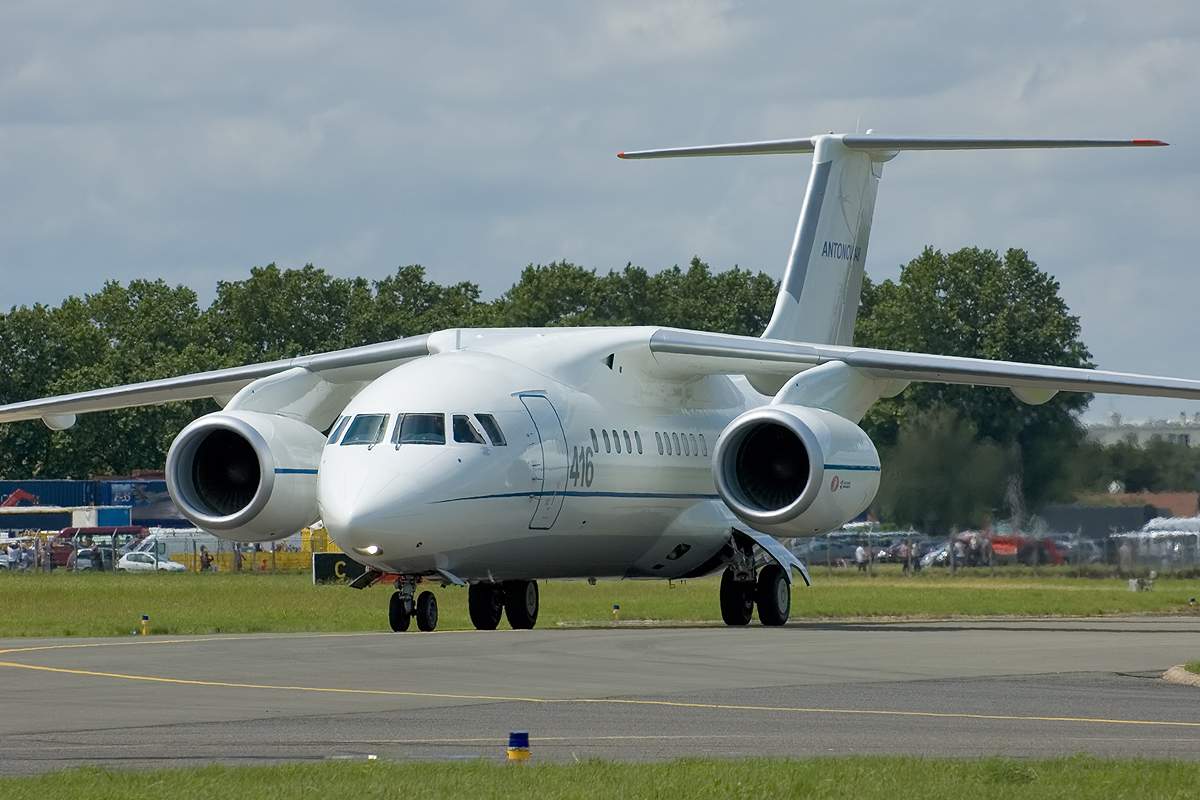
Ан-148 в Ле-Бурже